# Tombe de Proka Jovkić à Niš
La tombe de Proka Jovkić à Niš (en serbe cyrillique : Гробница са спомеником Проки Јовкићу у Нишу ; en serbe latin : Grobnica sa spomenikom Proki Jovkiću u Nišu) se trouve à Niš, dans la municipalité de Palilula et dans le district de Nišava, en Serbie. Elle est inscrite sur la liste des monuments culturels protégés de la République de Serbie (identifiant no SK 692),,.

## Présentation
Proka Jovkić est mort à Niš en 1915 et il a été inhumé dans le Vieux cimetière de Niš ; le monument au-dessus de sa tombe a été érigé en 1932. Ce monument en pierre de taille est sans valeur artistique et décorative particulière ; en revanche, il possède un intérêt mémoriel certain.
Proka Jovkić est né à Lalić, près de Srbobran en 1886 et il a terminé ses études primaires dans cette ville. À l'âge de 17 ans, il est parti pour l'Amérique et a travaillé comme boucher à Chicago. En Amérique, il a publié deux recueils de poèmes, le premier en 1907 et le second en 1910. En 1911, de retour en Serbie, il a terminé ses études secondaires et s'est inscrit à la Faculté de philosophie. Il a écrit également son troisième recueil de poésie en Serbie, où il exprime ses forts sentiments patriotiques. Après le début de la Première Guerre mondiale, il a rejoint l'armée et est mort du typhus le 15 avril 1915 à l'hôpital militaire de Niš.